# Jamalul Kiram
Sultan Muhamad Jamalul Kiram (Jolo, 25 februari 1894 - 7 juni 1936) was de Sultan van Sulu en een Filipijns politicus. 

## Biografie
Jamalul Kiram werd geboren 25 februari 1894 in Jolo in de Filipijnse provincie Sulu. Hij was de zoon van Sultan Muhamad Jamalul A'dham en Sultana Inchi Jamila en stamt daarmee af van Sultan Muhamad, de eerste Sultan van Sulu, die het Sultanaat Sulu in 1430 stichtte. Hij volgde een opleiding in Jolo en later in Singapore. Hij werd na de dood van zijn vader sultan van Sulu en van Noord-Borneo en was daarmee de seculiere en geestelijke leider van een groot deel van het islamitische gedeelte van de Filipijnen. Na zijn troonsbestijging studeerde hij tijdens een pelgrimtocht naar Mekka Arabisch recht, geschiedenis, literatuur en bestuur. In 1931 werd Kiram namens het 12e Senaatsdistrict benoemd in de Senaat van de Filipijnen. Zijn termijn in de Senaat duurde tot 1934.